# Anti-Flirt Club

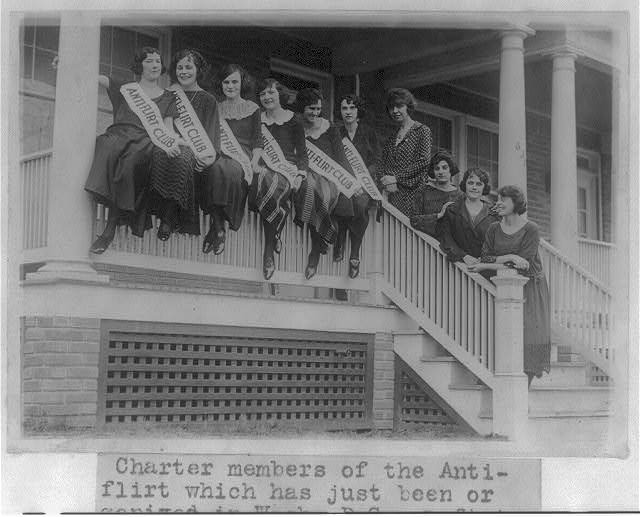
Leden van de Anti-Flirt Club (1926)

De Anti-Flirt Club was een Amerikaanse club die rond 1920 actief was in Washington. Het doel van de club was het beschermen van meisjes en jonge vrouwen die ongewenste aandacht van mannen ontvingen op straat, met name van mannen in een auto en op de hoeken van de straat. De eerste "Anti-Flirt"-week begon op 4 maart 1923.
De club had een paar regels die bedoeld waren als een serieus advies:
1. Flirt niet: zij die flirten hebben meestal te veel vrije tijd.
2. Accepteer geen ritjes van flirtende automobilisten, ze willen je niet gewoon een wandeling besparen.
3. Gebruik je ogen niet om te flirten, ze zijn gemaakt voor belangrijkere doeleinden.
4. Ga niet uit met mannen die je niet kent, ze zijn misschien getrouwd.
5. Knipoog niet, een knipoog van een oog kan tranen veroorzaken in het oog van een ander.
6. Glimlach niet naar flirtende vreemden, bewaar het voor de mensen die je (goed) kent.
7. Flirt niet met veel mannen, je verliest misschien die ene.
8. Val niet voor de gladde, opgetutte taarteter, het ongepolijste goud van een echte man is meer waard.
9. Laat oudere mannen niet op je schouder kloppen terwijl hij een vaderlijke interesse in je toont.
10. Negeer niet de man waar je zeker van bent, deze kan verdwenen zijn wanneer je vertrekt.

Een Washington Post (gepubliceerd op 28 februari 1923) genaamd "10 Girls Start War on Auto Invitation" schreef over het probleem van flirtende automobilisten.